# Cynthia McKinney
Cynthia Ann McKinney (Atlanta, 17 de março de 1955) é uma política estadunidense. Como membro do Partido Democrata, exerceu seis mandatos na Câmara dos Representantes dos Estados Unidos. Ela foi a primeira mulher afro-americana eleita para representar a Geórgia na Câmara. Deixou o Partido Democrata e concorreu em 2008 como candidata presidencial do Partido Verde. Ela concorreu à vice-presidência em 2020 depois que o Partido Verde do Alasca [en] a indicou formalmente [en] Jesse Ventura foi indicado para presidente.
McKinney atuou na Câmara dos Deputados do estado da Geórgia de 1988 a 1992. Na eleição de 1992 [en], McKinney foi eleita no recém-criado 11º distrito da Geórgia [en], e foi reeleita em 1994. Quando seu distrito foi redesenhado e renumerado devido à decisão da Suprema Corte dos Estados Unidos em Miller v. Johnson [en], McKinney foi eleita no novo 4º distrito na eleição de 1996 [en]. Foi reeleita mais duas vezes sem oposição significativa, mas foi derrotada por Denise Majette [en] nas primárias democratas de 2002.
Depois de sua derrota em 2002, McKinney tornou-se uma defensora das teorias conspiratórias sobre os ataques terroristas de 11 de setembro, culpando os “sionistas” pela sua derrota e pelos ataques de 11 de setembro. McKinney foi reeleita para a Câmara em novembro de 2004, após a candidatura de seu sucessor ao Senado. No Congresso, ela tentou, sem sucesso, abrir os registros do Federal Bureau of Investigation (FBI) sobre o assassinato de Martin Luther King Jr. e o assassinato de Tupac Shakur. Continuou a criticar o governo Bush por causa dos ataques de 11 de setembro. Ela apoiou a legislação contra a guerra e apresentou artigos de impeachment contra o presidente Bush, o vice-presidente Dick Cheney e a secretária de Estado Condoleezza Rice.
McKinney tentou a reeleição em 2006, mas foi derrotado por Hank Johnson [en] nas primárias democratas [en]. Em um  incidente policial no Capitólio [en], em 29 de março de 2006, ela agrediu um policial do Capitólio por tê-la parado para pedir identificação, o acusando de racismo. McKinney deixou o Partido Democrata em setembro de 2007. Ela acabou buscando e ganhando a indicação do Partido Verde nas eleições presidenciais de 2008 [en], recebendo 161.797 votos (0,12%) em todo o país nas eleições gerais.

## Biografia

### Primeiros anos e formação acadêmica
Cynthia McKinney nasceu e cresceu na afluente área histórica de classe média de Collier Heights [en], em Atlanta, capital da Geórgia, filha de Leola McKinney, uma enfermeira aposentada, e Bill McKinney [en], um policial e ex-deputado estadual da Geórgia.
McKinney teve contato com o movimento dos direitos civis dos negros por meio de seu pai, um ativista que participava regularmente de manifestações no sul do país. Como policial, ele desafiou as políticas discriminatórias do Departamento de Polícia de Atlanta [en], protestando publicamente em frente à delegacia, muitas vezes carregando a jovem McKinney nos ombros. Ele foi eleito deputado estadual. McKinney atribui a vitória eleitoral de seu pai, depois de várias tentativas fracassadas, à aprovação da Lei do Direito ao Voto, que previa a supervisão federal e a fiscalização do voto. A maioria dos negros do Sul havia sido privada do direito de voto por barreiras legislativas estaduais desde a virada do século XX.
McKinney formou-se em relações internacionais pela Universidade do Sul da Califórnia em 1978 e fez mestrado em Direito e Diplomacia pela The Fletcher School of Law and Diplomacy da Universidade Tufts em 1979. No ano de 2015, McKinney concluiu sua tese sobre Hugo Chávez e recebeu o título doutorado pela Universidade Antioch.
Antes de entrar para a vida pública, McKinney trabalhou como professora de ensino médio e professora universitária. Em 1984, ela atuou como bolsista diplomática no Colégio Spelman [en] em Atlanta, na Geórgia. Em seguida, lecionou ciências políticas na Faculdade Agnes Scott [en], em Decatur, e na Universidade de Atlanta.

## Política

### Câmara dos Representantes da Geórgia (1988–1992)
A carreira política de McKinney começou quando seu pai, um representante na Câmara dos Representantes da Geórgia [en], apresentou seu nome como candidata à Câmara Estadual da Geórgia em 1986. Apesar do fato de morar na Jamaica na época, ela recebeu aproximadamente 20% do voto popular. No ano de 1988, McKinney concorreu à mesma cadeira e venceu, tornando os McKinney o primeiro pai e filha a servir simultaneamente na Câmara dos Deputados da Geórgia. Em 1991, ela criticou a Guerra do Golfo em um discurso no plenário da Câmara; muitos legisladores deixaram a sala em protesto contra suas observações.

### Câmara dos Representantes dos Estados Unidos (1993–2003)
Na eleição de 1992 [en], McKinney foi eleita para a Câmara dos Representantes dos Estados Unidos como membro do Congresso do recém-criado 11º distrito da Geórgia [en], um distrito com 64% de maioria afro-americana que vai de Atlanta a Savannah. Ela foi a primeira mulher afro-americana a representar ao estado da Geórgia na Câmara. Foi reeleita em 1994.
No ano de 1995, a Suprema Corte dos Estados Unidos decidiu, no caso Miller v. Johnson [en], que o 11º Distrito era um gerrymander inconstitucional porque os limites foram traçados com base na composição racial dos eleitores. O distrito de McKinney foi posteriormente renumerado como o 4º e redesenhado para abranger quase todo o Condado de DeKalb, o que provocou a indignação de McKinney. Ela afirmou que se tratava de uma decisão racialmente discriminatória, dado o fato de que a Suprema Corte havia decidido anteriormente que o 6º distrito do Texas [en], que é 91% branco, era inconstitucional. O novo 4º distrito, no entanto, não era menos democrata do que o 11º. McKinney foi facilmente eleita por esse distrito em 1996. Ela foi reeleita mais duas vezes sem oposição significativa.
Em seu primeiro período na câmara, ela atuou em vários comitês, incluindo os Comitês de Relações Exteriores [en], Bancos e Finanças [en] e Serviços Armados [en] da Câmara. Por fim, ascendeu ao posto de principal democrata no Subcomitê de Relações Internacionais sobre Operações Internacionais e Direitos Humanos, atuando como membro graduado. Nessa função, ela se tornou uma crítica frequente da política externa americana. Os exemplos incluem sua oposição vocal às políticas intervencionistas do Presidente Bill Clinton em Kosovo, às sanções dos EUA contra o Iraque e a outras políticas relacionadas ao Oriente Médio.
No dia 17 de outubro de 2001, McKinney apresentou um projeto de lei solicitando “a suspensão do uso, venda, desenvolvimento, produção, testes e exportação de munições de urânio empobrecido até o resultado de determinados estudos sobre os efeitos dessas munições na saúde”. O projeto de lei foi co-patrocinado pelos Reps. Aníbal Acevedo Vilá [en], Comissário Residente de Porto Rico; Tammy Baldwin, de Wisconsin [en]; Dennis Kucinich, de Ohio [en]; Barbara Lee, da Califórnia; e Jim McDermott [en], de Washington [en], todos do Partido Democrata.

#### Críticas a Al Gore
Durante a campanha presidencial de 2000, McKinney escreveu que “o nível de tolerância dos negros de Al Gore nunca foi muito alto. Nunca soube que ele tivesse mais de uma pessoa negra ao seu redor em um determinado momento”. A campanha de Gore destacou que sua gerente, Donna Brazile [en], era negra.
McKinney criticou Gore por não ter apoiado o povo U'wa da Colômbia que tentava se opor à perfuração de petróleo perto deles. Em um comunicado à imprensa emitido em 22 de fevereiro de 2000, intitulado No More Blood For Oil (Chega de sangue por petróleo), McKinney escreveu que “a perfuração de petróleo em terras Uwa resultará em danos ambientais consideráveis e conflitos sociais que levarão a uma maior militarização da região, bem como a um aumento da violência”. Dirigindo-se a Gore, ela escreveu: “Estou entrando em contato com você porque você permaneceu em silêncio sobre essa questão, apesar de seus fortes interesses financeiros e laços familiares com o Ocidente".

#### Objeção à eleição presidencial de 2000
McKinney e outros membros da Câmara dos Representantes opuseram-se aos 25 votos eleitorais da Flórida que George W. Bush ganhou por pouco após uma recontagem [en] contenciosa. Escreveu uma carta para o então presidente Bill Clinton, lida no Congresso. Como nenhum senador se juntou a ela, a objeção foi rejeitada pelo vice-presidente Al Gore, que foi o oponente de Bush na eleição presidencial de 2000. Sem os votos eleitorais da Flórida, a eleição teria sido decidida pela Câmara dos Deputados dos Estados Unidos, com cada estado tendo um voto, de acordo com a Décima Segunda Emenda à Constituição dos Estados Unidos.

### Ataques do 11 de setembro
McKinney ganhou atenção nacional por seus comentários após os ataques de 11 de setembro de 2001. Ela afirmou que os Estados Unidos tinham “vários avisos sobre os eventos que estavam por vir” e pediu uma investigação. Ela perguntou em uma entrevista de rádio: “O que este governo sabia e quando soube?". Ela disse que o presidente dos Estados Unidos, George W. Bush, pode estar ciente e ter permitido que isso acontecesse. Ela fez alegações sobre o presidente anterior, George H. W. Bush: “Sabe-se que o pai do presidente Bush, por meio do Carlyle Group, tinha – na época dos ataques – interesses comerciais conjuntos com a empresa de construção de Bin Laden e muitas participações no setor de defesa, cujas ações dispararam desde 11 de setembro. Um porta-voz do Carlyle Group rejeitou sua hipótese. Em uma declaração em abril de 2002, McKinney disse ao jornal The Washington Post: “Não tenho conhecimento de nenhuma evidência que mostre que o presidente Bush ou membros de seu governo tenham lucrado pessoalmente com os ataques de 11 de setembro. Uma investigação completa pode revelar que esse é o caso".
No mês que se seguiu aos ataques, McKinney publicou uma carta aberta ao príncipe saudita Alwaleed Bin Talal Alsaud. O prefeito de Nova Iorque, Rudy Giuliani, recusou-se a descontar um cheque de US$ 10 milhões emitido pelo príncipe saudita devido à sugestão do príncipe de que os ataques eram uma indicação de que os Estados Unidos “deveriam reexaminar suas políticas no Oriente Médio e adotar uma posição mais equilibrada em relação à causa palestina”. Na carta aberta, ela expressou sua decepção com a ação de Giuliani: “Deixe-me dizer que há um número cada vez maior de pessoas nos Estados Unidos que reconhecem, como o senhor, que a política dos Estados Unidos no Oriente Médio precisa ser seriamente examinada... Vossa Alteza Real, muitos de nós aqui nos Estados Unidos há muito tempo estamos preocupados com os relatórios da Anistia Internacional e da Human Rights Watch (HRW) que revelam um padrão de uso excessivo e muitas vezes indiscriminado de força letal pelas forças de segurança israelenses [en] em situações em que os manifestantes palestinos estavam desarmados e não representavam ameaça de morte ou ferimentos graves às forças de segurança ou a outras pessoas”.

#### Derrota nas primárias de 2002
No ano de 2002, McKinney foi derrotado nas primárias democratas pela juíza do condado de DeKalb, Denise Majette [en]. Majette derrotou McKinney com 58% dos votos, contra 42% de McKinney. McKinney protestou contra o resultado no tribunal, alegando que milhares de republicanos haviam votado nas primárias democratas, a verdadeira disputa no distrito, como vingança por suas opiniões contrárias ao governo Bush e suas alegações de fraude eleitoral na Flórida na eleição presidencial de 2000.
Como em cerca de outros 20 estados, a Geórgia opera um sistema de primária aberta: os eleitores não se alinham a um partido político ao se registrarem para votar e podem participar da eleição primária de qualquer partido que escolherem. Assim, com base na decisão da Suprema Corte em California Democratic Party v. Jones [en], que determinou que a primária ampla da Califórnia violava a Primeira Emenda (apesar de a Corte ter diferenciado explicitamente — embora em dicta — a primária ampla da primária aberta em Jones), cinco eleitores alegaram, em nome de McKinney, que o sistema de primária aberta era inconstitucional, operando em violação à Cláusula de Proteção Igualitária da Décima Quarta Emenda, ao direito associativo protegido pela Primeira Emenda e a vários direitos estatutários protegidos pela Seção 2 da Lei de Direitos de Voto.
O tribunal distrital indeferiu o caso, declarando na sentença que os autores não haviam apresentado nenhuma prova em apoio às reivindicações da 14ª Emenda e da Lei de Direitos de Voto, e não tinham legitimidade para apresentar a reivindicação da Primeira Emenda. Ela interpretou a decisão da Suprema Corte sobre Jones para sustentar que o direito de associação envolvido em uma disputa sobre uma primária - e, portanto, a legitimidade para processar - pertence a um partido político, não a um eleitor individual. Em recurso em maio de 2004, o Tribunal de Apelações do Décimo Primeiro Circuito manteve esse resultado em Osburn v. Cox, avaliando que não apenas as reivindicações dos autores não tinham mérito, mas que a solução solicitada provavelmente seria inconstitucional de acordo com a decisão da Suprema Corte em Tashjian v. Republican Party of Connecticut. Em 18 de outubro de 2004, a Suprema Corte pôs fim ao litígio, negando certiorari sem comentários.
Outros fatores que contribuíram para a derrota de McKinney foram suas alegações sobre o envolvimento de Bush no 11 de setembro,sua oposição à ajuda a Israel, um suposto apoio às causas palestinas e árabes e o antissemitismo aberto em seus comentários. Na noite anterior à eleição primária, o pai de McKinney declarou na televisão de Atlanta que “os judeus compraram todo mundo. Judeus. J-U-D-E-U-S.” Cynthia McKinney teve um longo relacionamento contencioso com o Comitê Americano de Assuntos Públicos de Israel (AIPAC). O analista político da Geórgia, Bill Shipp, falou sobre a derrota de McKinney dizendo “Os eleitores enviaram uma mensagem: 'Estamos cansados desses congressistas exagerados que lidam com grandes interesses internacionais e nacionais. Que tal alguém que cuide de nossos interesses?”.

### 2003–2005

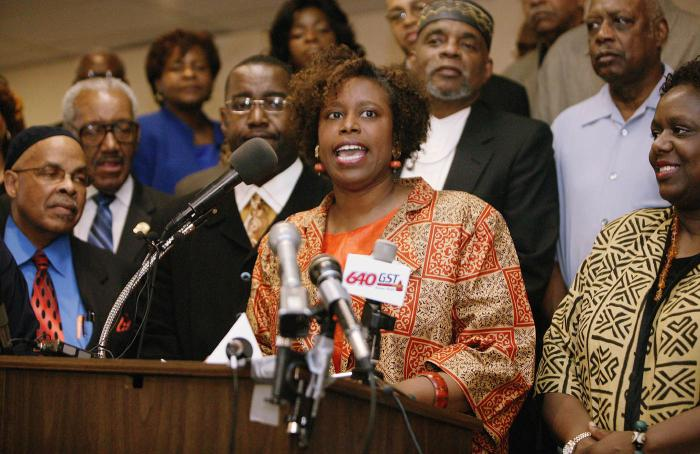
Cynthia McKinney falando à imprensa em 2006.

Entre 2003 e 2004, McKinney percorreu os Estados Unidos e grande parte da Europa falando publicamente sobre sua derrota, sua Oposição à Guerra do Iraque [en] e ao governo Bush.
Em 2004, McKinney atuou no comitê consultivo do grupo, 2004 Racism Watch. Não tendo feito segredo de que queria voltar a Câmara, McKinney recusou a indicação do Partido Verde para presidente na eleição presidencial de 2004.

### Retorno à Câmara dos Deputados dos Representantes (2005–2007)
Denise Majette se recusou a concorrer à reeleição para a Câmara, optando por se tornar candidata a substituir o senador Zell Miller [en], um democrata com posições conservdoras [en]. De acordo com uma reportagem do The New York Times, John Lewis, acreditava que seria “uma verdadeira batalha” o retorno de McKinney ao Congresso. Temia-se que os comentários anteriores de McKinney tivessem um efeito negativo em suas chances. Como a vitória nas primárias democratas era considerada um dado adquirido, o que equivalia à eleição em novembro, os oponentes de McKinney se concentraram em limpar o campo para um único candidato que pudesse forçá-la a disputar o segundo turno.
McKinney foi a anfitriã da primeira delegação de afro-latinos da América Central e do Sul e trabalhou com o Banco Mundial e o Departamento de Estado dos Estados Unidos para reconhecer o grupo étnico. Ela apoiou os aborígenes contra as empresas de mineração australianas.[carece de fontes?] Foi uma dos 31 membros da Câmara que se opuseram à distribuição oficial dos votos eleitorais de Ohio na eleição presidencial de 2004 nos Estados Unidos para o presidente em exercício George W. Bush.

#### Objeção à eleição presidencial de 2004
McKinney foi um dos 31 democratas da Câmara dos Representantes que votaram para não contar os 20 votos eleitorais de Ohio na eleição presidencial de 2004, apesar de o presidente republicano George W. Bush ter vencido o estado por 118.457 votos. Sem os votos eleitorais de Ohio, a eleição teria sido decidida pela Câmara dos Representantes dos Estados Unidos, com cada estado tendo um voto, de acordo com a Décima Segunda Emenda da Constituição dos Estados Unidos.

#### Comissão do 11 de Setembro
Em 22 de julho de 2005, no primeiro aniversário da divulgação do Relatório da Comissão do 11 de Setembro [en], McKinney realizou uma reunião informativa no Capitólio sobre os ataques. O briefing de um dia inteiro contou com a participação de familiares de vítimas, acadêmicos, ex-oficiais de inteligência e outros que criticaram o relato da Comissão do 11/9 sobre o 11 de Setembro e suas recomendações. Os quatro painéis da manhã abordaram falhas, omissões e falta de análise histórica e política no relatório da comissão. Três painéis da tarde criticaram as recomendações da comissão nas áreas de política externa e interna e reforma da inteligência.
Um editorial do jornal The Atlanta Journal-Constitution [en] disse que o objetivo do evento era discutir se o governo Bush estava ou não envolvido nos ataques de 11 de setembro, expressando surpresa pelo fato de McKinney estar novamente abordando a questão que, acredita-se, tenha custado sua cadeira na Câmara. O Journal-Constitution se recusou a publicar a resposta de McKinney. A Comissão do 11 de Setembro selou todas as anotações e transcrições de cerca de 2.000 entrevistas, todas as provas forenses e os documentos classificados e não classificados usados na compilação de seu relatório final até 2 de janeiro de 2009. O interesse de McKinney pelo 11 de setembro está relacionado especificamente ao que ela expressa como sua oposição ao sigilo excessivo do governo, que ela desafiou com várias peças legislativas.
McKinney disse que “continua esperançosa de que saberemos a verdade” sobre o 11 de setembro “porque cada vez mais pessoas em todo o mundo estão exigindo isso".
Ativismo no contexto do furacão Katrina
McKinney defendeu as vítimas do furacão Katrina de 2005 e criticou a resposta do governo ao furacão. Mais de 100.000 pessoas foram evacuadas de Nova Orleães e do Mississippi foram realocadas para a área de Atlanta, e muitas já se estabeleceram lá.
Durante a crise do Furacão Katrina, evacuados foram impedidos de cruzar a ponte Conexão de Crescent City [en] entre Nova Orleans e Gretna, no Luisiana por policiais liderados por Arthur Lawson [en], chefe de polícia de Gretna.
Em 7 de novembro de 2005, Cynthia McKinney foi a única membro do Congresso a participar de uma marcha pela ponte Conexão de Crescent City [en], protestando contra o bloqueio ocorrido após o furacão.
Em resposta, McKinney apresentou um projeto de lei em 2 de novembro de 2005, que propunha negar temporariamente assistência federal ao Departamento de Polícia de Gretna, ao Departamento do Xerife de Jefferson Parish, e à Polícia da Conexão de Crescent City [en]. O projeto foi encaminhado ao Subcomitê Judiciário da Câmara sobre Crime, Terrorismo e Segurança Interna, mas não avançou. Em agosto de 2006, um grande júri iniciou uma investigação sobre o incidente. Em 31 de outubro de 2007, o grande júri decidiu não acusar ninguém, aceitando a explicação do chefe Arthur Lawson de que algumas pessoas no grupo ameaçaram os policiais.
McKinney foi uma participante ativa no Comitê Bipartidário Seleto para Investigar a Preparação e Resposta ao Furacão Katrina, mesmo com a liderança democrata pedindo boicote ao comitê. Ela apresentou seu próprio relatório de 72 páginas. Em uma audiência com o Secretário de Segurança Interna, Michael Chertoff, McKinney criticou a resposta federal e perguntou por que ele também não deveria ser acusado de homicídio negligente.
McKinney contribuiu para o projeto de lei HR 4197, do Congressional Black Caucus, que buscava uma resposta abrangente para os residentes da Costa do Golfo. Ela também propôs o Plano de Amostragem Ambiental e Avaliação de Toxicidade para minimizar os impactos ambientais tóxicos causados pelo furacão.
Em 6 de dezembro de 2005, a pedido de McKinney, foi realizada uma audiência intitulada Voices Inside the Storm. Posteriormente, em 2006, ela co-produziu um resumo legislativo sobre os projetos relacionados aos furacões Katrina e Rita.
McKinney, em colaboração com a deputada Barbara Lee, da Califórnia, produziu um “Resumo Legislativo do Katrina”, um gráfico que resume os projetos de lei da Câmara e do Senado sobre o furacão Katrina. No dia 13 de junho de 2006, McKinney disse no plenário da Câmara que apenas uma dúzia dos 176 projetos de lei sobre o Katrina identificados no gráfico havia sido transformada em lei, deixando 163 projetos parados no comitê.
Em 2 de agosto de 2007, McKinney participou de uma coletiva de imprensa em Nova Orleães, lançando um Tribunal Internacional sobre os Furacões Katrina e Rita, buscando justiça para as vítimas.

#### Legislação antiguerra e de direitos humanos
Até 2000, McKinney atuou no Comitê de Relações Internacionais da Câmara dos Representantes, onde era a democrata de mais alto nível no Subcomitê de Direitos Humanos. McKinney trabalhou em uma legislação para impedir a transferência de armas convencionais para governos não democráticos ou que não respeitam os direitos humanos.
Em 18 de novembro de 2005, McKinney foi um dos três únicos membros da Câmara a votar a favor do H.R. 571, apresentado pelo republicano Duncan Hunter [en], presidente do Comitê de Serviços Armados [en], do qual McKinney fazia parte. Hunter, ofereceu essa resolução pedindo a retirada imediata das forças dos Estados Unidos no Iraque no lugar da H.J.Res. 73 de John Murtha [en], que pedia a redistribuição “na data mais próxima possível”. Em sua declaração preparada, McKinney acusou os republicanos de “tentar armar uma armadilha para os democratas. Um voto 'não' para essa resolução obscurecerá o fato de que há um forte apoio à retirada das forças dos EUA do Iraque... Ao votar a favor desse projeto, quero deixar bem claro que não estou dizendo que os Estados Unidos devem sair do Iraque sem um plano. Concordo com o Sr. Murtha que a segurança e a estabilidade no Iraque devem ser buscadas por meio da diplomacia. Simplesmente quero votar 'sim' a uma retirada ordenada do Iraque".

#### Apresentação de artigos deimpeachment
No final da sessão legislativa de 2006, McKinney apresentou artigos de impeachment contra o presidente George W. Bush como (H Res 1106), que fez três acusações contra Bush:
- Falha em defender a constituição, especificamente que “George Walker Bush [...] ao preparar a invasão do Iraque, ocultou informações de inteligência do Congresso, recusando-se a fornecer ao Congresso o quadro completo de inteligência que estava recebendo, redigindo informações [...] e manipulando ativamente a inteligência sobre os supostos programas de armas do Iraque, pressionando a Agência Central de Inteligência e outras agências de inteligência".
- Abuso de poder e privilégio executivo [en], “obstruindo e dificultando o trabalho dos órgãos de investigação do Congresso e buscando expandir o escopo dos poderes de seu cargo”.
- Falha em garantir que as leis sejam executadas fielmente, especificamente por meio de um programa de espionagem doméstica ilegal e evasão da Lei de Vigilância de Inteligência Estrangeira (Lei FISA).

O segundo artigo também fez acusações contra o Vice-Presidente Dick Cheney, alegando que ele manipulou a inteligência para justificar a Guerra do Iraque, e contra a Secretária de Estado Condoleezza Rice, alegando que ela conscientemente fez declarações falsas sobre o programa de armas de destruição em massa do Iraque.
O projeto de lei de McKinney foi abandonado quando não conseguiu ser aprovado pelo Comitê do Judiciário da Câmara.

#### Incidente da Polícia do Capitólio
Na manhã de 29 de março de 2006, McKinney entrou pela entrada sudeste do Edifício Longworth House Office [en] e passou pelo posto de controle de segurança, contornando o detector de metais. Os membros do Congresso têm distintivos de identificação na lapela e não precisavam passar pelos detectores de metal naquele momento. Policiais presentes não reconheceram McKinney como deputada porque ela não estava usando o distintivo de lapela apropriado e havia mudado o penteado recentemente. Ela seguiu em direção ao oeste pelo corredor do andar térreo e, mais ou menos na metade do corredor, foi parada pelo policial do Capitólio dos Estados Unidos, Paul McKenna, que afirmou que estava chamando por ela: “Senhora, senhora!”; nesse momento, foi relatado que McKinney agrediu o policial. Após dois dias, o policial McKenna apresentou um relatório policial alegando que McKinney havia golpeado “seu peito com um punho fechado”.
Em meio a um frenesi da imprensa, McKinney se desculpou no plenário da Câmara dos Deputados em 6 de abril de 2006, não admitindo nem negando a acusação, afirmando apenas que: “não deveria ter havido nenhum contato físico nesse incidente”.
Embora McKinney não tenha sido indiciado por acusações criminais nem tenha sido submetido a uma ação disciplinar pela Câmara, o presidente da Ordem Fraternal de Polícia disse sobre o policial McKenna: “Vamos nos certificar de que o policial não será assediado. Queremos que o policial possa conversar com especialistas, que podem examinar seus recursos legais, se necessário”.

#### Críticas não intencionais no ar
Após o incidente de março de 2006 com o policial do Capitólio, McKinney esteve nas manchetes, e seu gabinete convidou a mídia para participar de um de seus "Dias de Distrito" mensais, nos quais ela passa um dia inteiro se reunindo com seus eleitores para discutir questões de interesse. Durante o evento de "Dias de Distrito" em 23 de abril de 2006, McKinney estava sendo entrevistada por Renee Starzyk, da WGCL [en], que a questionou repetidamente sobre o confronto de 29 de março com um policial do Capitólio. Frustrada, McKinney se levantou e aparentemente esqueceu que ainda estava usando o microfone. Seus comentários fora da câmera foram captados pela gravação. Ela foi ouvida dizendo: "Ah, droga, agora você sabe o quê ... eles mentiram para [o principal assessor de McKinney, Coz Carson], e Coz é um tolo".
McKinney voltou à câmera com o microfone, desta vez dando instruções sobre quais partes da entrevista a emissora estava autorizada a usar: "qualquer coisa capturada pelo seu áudio ... que for capturada enquanto eu não estiver sentada nesta cadeira está fora do registro e não é permitida para uso ... isso está entendido?".

#### Lei de coleta de registros de Martin Luther King Jr.
McKinney submeteu ao Congresso duas versões diferentes do mesmo projeto de lei, o Lei de coleta de registros de Martin Luther King Jr. [en] (uma em 2003, outra em 2005), que, se assinado como lei, liberaria todos os arquivos atualmente lacrados referentes ao assassinato de Martin Luther King Jr. em 1968. Esses registros foram lacrados em 1978 e não devem ser desclassificados até o ano de 2028. A versão da lei de 2005 tinha 67 co-patrocinadores quando McKinney deixou o cargo ao final de 2006. Uma versão do projeto de lei para o Senado (S2499) foi apresentada pelo senador John Kerry e co-assinada pela senadora Hillary Clinton. O projeto de lei também recebeu vários endossos de ex-membros do Comitê Seleto da Câmara dos Estados Unidos sobre Assassinatos [en].

#### Lei de Registros de Tupac Shakur
Os documentos relacionados à morte do rapper Tupac Shakur, pelos quais McKinney se interessou ativamente, seriam liberados de acordo com outro projeto de lei que ela apresentaria. Em uma declaração, McKinney explicou o motivo do projeto de lei: “O público tem o direito de saber porque ele era uma figura conhecida. Há um intenso interesse público na vida e na morte de Tupac Shakur".  A legislação que exige a liberação de registros é um caminho mais direto do que solicitar sua liberação por meio da Lei de Liberdade de Informação (FOIA).

### Primárias de 2006 e escoamento das primárias
McKinney terminou em primeiro lugar nas primárias democratas de 18 de julho de 2006, vencendo o Comissário do Condado de DeKalb, Hank Johnson [en], por 47,1% a 44,4%, com um terceiro candidato recebendo 8,5%. No entanto, como McKinney não conseguiu obter pelo menos 50% dos votos, ela e Johnson foram forçados a disputar um segundo turno.
No segundo turno de 8 de agosto de 2006, McKinney recebeu aproximadamente o mesmo número de votos que nas primárias de julho, embora tenha havido cerca de 8.000 votos a mais no segundo turno do que nas primárias. Johnson venceu com 41.178 votos (59%) contra 28.832 votos (41%) de McKinney. A derrota de McKinney foi atribuída a um redistritamento em meados da década, no qual a 4ª Região absorveu partes dos condados de Gwinnett e Rockdale, bem como ao seu confronto com um policial no incidente policial de 29 de março de 2006 no Capitólio.
A CNN informou que, durante seu discurso de concessão, McKinney quase não mencionou seu oponente, mas elogiou os líderes políticos de esquerda eleitos na América do Sul. Ela também questionou a eficácia das máquinas de votação e criticou a mídia.

### Candidatura presidencial do Partido Verde em 2008

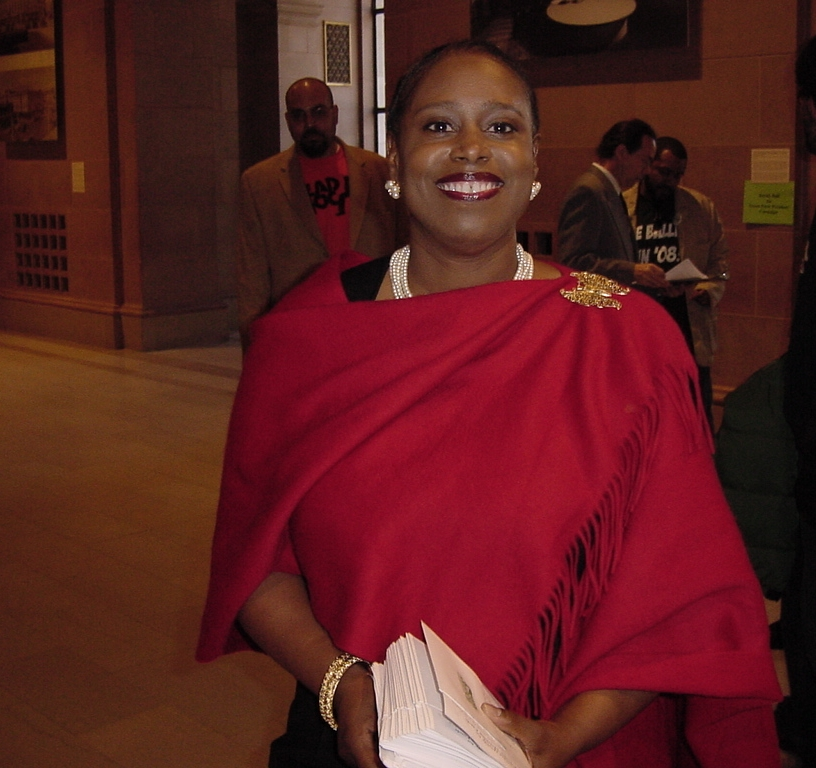
McKinney antes de falar no Debate Presidencial do Partido Verde em São Francisco, em janeiro de 2008

McKinney compareceu ao Encontro Nacional do Partido Verde, em 15 de julho de 2007, em Reading, na Pensilvânia, onde sugeriu que o Partido Verde poderia se tornar uma força política progressista. “A repulsa do povo americano com o que vê diante de si - tudo o que eles precisam é de um projeto e de um roteiro. Por que não deixar que o Partido Verde forneça o projeto e o roteiro?".
Em um comício pacifista em Kennebunkport, no Maine, em 27 de agosto de 2007, McKinney confirmou a profundidade de seu desencanto com o Partido Democrata, pedindo aos eleitores de São Francisco que substituíssem Nancy Pelosi pela ativista antiguerra Cindy Sheehan. No dia 10 de setembro, em uma carta ao comitê de direção do Partido Verde dos Estados Unidos, McKinney declarou que não buscaria a indicação do Partido Verde para presidente. No entanto, no início de outubro, parecia que McKinney estava tomando medidas para se declarar candidata oficial do Partido Verde.
Em 9 de julho de 2008, nomeou como sua companheira de chapa a jornalista e ativista comunitária Rosa Clemente [en] e conquistou a indicação do partido três dias depois, na Convenção Nacional do Partido Verde de 2008 [en].
Em 10 de setembro de 2008, McKinney participou de uma coletiva de imprensa realizada por candidatos independentes e de terceiros, juntamente com Ralph Nader, Chuck Baldwin [en] e o político Ron Paul. Os participantes concordaram com quatro princípios básicos:
- Um fim antecipado da Guerra do Iraque e um fim das ameaças de guerra contra outros países, incluindo o Irã e a Rússia;
- A proteção da privacidade e das liberdades civis, incluindo um pedido de revogação do Patriot Act, do Military Commissions Act [en] e da legislação da FISA;
- Nenhum aumento na dívida nacional;
- Uma “investigação completa, avaliação e auditoria do Sistema da Reserva Federal”.

Em 4 de novembro de 2008, McKinney recebeu 161.797 votos, 0,12% do total de votos expressos, ficando atrás de Obama, McCain, Nader, Barr e Baldwin.

### 2008–2011
Em março de 2009, McKinney esteve presente em uma reunião de negacionistas do Holocausto em Londres, capital inglesa. Em postagens no site do Partido Verde, ela disse que o ex-primeiro-ministro da Malásia, Mahathir Mohamad, era “um dos meus heróis”. Ela descreveu David Pidcock como “meu amigo londrino”. Pidcock é uma pessoa que o Southern Poverty Law Center e a Liga Antidifamação descreveram como um “escritor antissemita”. Em uma postagem, ela relatou a teoria da conspiração de que indivíduos como George Soros e Alan Greenspan (ambos judeus) conspiraram para criar um “governo mundial único”. Ao discutir essa noção, ela se baseou em um livro intitulado The Shadow Money-Lenders, de Matthias Chang, conselheiro de Mahathir. McKinney elogiou o trabalho.

### Movimento Gaza Livre
Em 30 de dezembro de 2008, McKinney estava a bordo do navio Dignity quando este tentou entrar na Faixa de Gaza, cuja área costeira foi declarada “zona militar fechada” por Israel, em uma missão humanitária do Movimento Gaza Livre do Chipre. A bordo estavam médicos, suprimentos médicos e ativistas, incluindo Caoimhe Butterly [en]. A Marinha israelense confrontou o navio à noite em águas internacionais. Os membros da tripulação alegaram que o navio foi abalroado, que tiros foram disparados contra a água e que o navio foi forçado a atracar no Líbano depois de entrar na água. As autoridades israelenses alegaram que a colisão foi acidental e ocorreu depois que o navio foi informado de que não teria permissão para entrar em Gaza e tentou desviar do barco de patrulha e o governo condenou as ações de McKinney como sendo irresponsáveis e provocativas para fins de propaganda.
Em 30 de junho de 2009, McKinney estava a bordo do navio Spirit of Humanity, do Movimento Gaza Livre, de bandeira grega, que transportava 21 ativistas, incluindo a ativista da paz irlandesa Mairead McGuire, suprimentos médicos, um saco simbólico de cimento, oliveiras e brinquedos, quando foi apreendido pela Marinha israelense a 29 km da costa de Gaza. Não ficou claro se eles estavam em águas internacionais ou em águas de Gaza, que está sujeita ao bloqueio israelense de Gaza. Embora as autoridades cipriotas e israelenses tenham sido oficialmente informadas de que o destino era Gaza antes da partida da embarcação, segundo o governo cipriota, o navio "recebeu permissão das Autoridades competentes da República de Chipre para zarpar do porto de Larnaca, em Chipre, com base em sua declaração de que o destino pretendido era o porto de Porto Saíde, no Egito."
McKinney foi mantida no centro de detenção de imigração Givon, em Ramla, até sua libertação em 5 de julho. Inicialmente, McKinney se recusou a assinar os documentos de deportação porque estavam escritos em hebraico e porque os documentos exigiriam que eles admitissem que estavam violando o bloqueio de Israel, o que eles negaram. De acordo com o The Atlanta Journal-Constitution, as autoridades israelenses declararam que a “Autoridade Palestina e o restante da comunidade internacional concordaram com o bloqueio off-shore para impedir o contrabando de armas para Gaza”. O The Palestinian Chronicle informa que esse acordo para o bloqueio off-shore nunca aconteceu. “Nenhum palestino concordou nem a comunidade internacional concordou com um bloqueio de Gaza por terra ou mar.” Em 17 de junho de 2009, um grupo de agências das Nações Unidas e organizações não governamentais (ONGs) pediu o fim do bloqueio de Israel à Faixa de Gaza.
Em 7 de julho de 2009, McKinney foi deportado para os Estados Unidos. O governo israelense indicou que entregaria os suprimentos por terra.

#### Líbia e Irã
Em 21 de maio de 2011, McKinney apareceu na televisão estatal da Líbia e declarou que a participação dos Estados Unidos na intervenção militar na guerra civil líbia de 2011 “não é o que o povo dos Estados Unidos defende e não é o que os afro-americanos defendem”. Na mesma entrevista, McKinney declarou: “Em uma visita anterior à Líbia, tive a oportunidade de conhecer o Livro Verde e a forma de democracia direta defendida no Livro Verde”.
No mesmo contexto, durante sua primeira visita ao Irã, McKinney foi entrevistada pelo canal estatal iraniano Press TV: “está claro que o povo do Irã tem uma coisa em mente, que é o fato de ser um Estado revolucionário. E como um Estado revolucionário, eles entendem o colonialismo, o neocolonialismo e o imperialismo. Eles entendem que estão sob a opressão e a ocupação - mesmo que seja uma ocupação mental - de uma força externa ou de um poder externo, e é isso que centraliza a resistência”.

### Eleições para a Câmara dos Representantes de 2012
McKinney anunciou em abril de 2012 que concorreria ao 4º distrito congressional contra Hank Johnson na chapa do Partido Verde. No entanto, em agosto, ela não conseguiu se qualificar para a cédula eleitoral. Mesmo assim, ela recebeu 58 votos por escrito na eleição geral.

### Carreira e atividades posteriores (2013–presente)
No ano de 2015, defendeu a tese, “El No Murio, El Se Multiplico!” Hugo Chávez : The Leadership and the Legacy on Race na Universidade de Antioch sobre Hugo Chávez.
Em 2016, McKinney divulgou uma declaração via Twitter acusando os israelenses de realizarem o ataque a caminhões em Nice, na França, em 2016, e o o ataque a trem em Wurtzburgo [en], mas não forneceu nenhuma evidência para nenhuma das alegações. Em maio de 2020, o jornal The Algemeiner Journal [en] e outros meios de comunicação informaram que McKinney divulgou uma série de declarações via Twitter questionando o verdadeiro número de judeus assassinados durante o Holocausto. Nos tweets (nos quais ela deturpou um artigo do Haaretz), ela declarou: “Então, afinal, o número não foi de seis milhões? E quanto aos que foram punidos e até presos por dizerem isso? Isso é uma coisa do tipo “Você não pode dizer, mas eu posso?”.
McKinney foi acusada de divulgar informações incorretas sobre a COVID-19 quando, em 2021, afirmou falsamente que a morte de Hank Aaron se devia à vacina contra a COVID-19.
O The Jerusalem Post relatou que, em 28 de junho de 2021, McKinney postou um meme no Twitter que retratava os ataques de 11 de setembro ao World Trade Center como um quebra-cabeça com a “peça final do quebra-cabeça” com a palavra “sionistas”. Ao adicionar essa peça ao quebra-cabeça, a imagem dizia: “Os sionistas fizeram isso”. O congressista de Nova Iorque, Jamaal Bowman, condenou a postagem de McKinney como. Em um tweet, a Liga Antidifmção, se opôs ao fato de McKinney continuar “repetindo um tropo ofensivo #antisemita, culpando falsamente os judeus/sionistas pelos ataques terroristas de 11 de setembro”. O The Washington Post observou que, em meio a um aumento do discurso de ódio em todo o site após a compra do Twitter por Elon Musk, McKinney ampliou e fez tweets em 2022 contendo uma hashtag antissemita usada principalmente por neonazistas para sugerir uma conspiração de judeus em posições de poder.
Em 19 de fevereiro de 2023, McKinney participou do comício Rage Against the War Machine. Ela fez comentários no comício por vídeo, onde afirmou que há “elementos criminosos” no governo federal dos Estados Unidos, que o Partido Democrata havia se tornado um “partido de guerra”, que a Comissão Eleitoral Federal pode “controlar os resultados das eleições nos EUA”, entre outros comentários.
Em 11 de setembro de 2023, McKinney promoveu uma transmissão ao vivo chamada “Can Black People and White People Work Together to Defeat Our Common Enemy”  com a estrela de Davi, indicando que o “inimigo comum” é o povo judeu. A transmissão ao vivo foi apresentada por Ayo Kimathi [en], autor de Jews Are the Problem  e descrito pela Liga Antidifamação como um “extremista nacionalista negro antissemita e anti-LGBTQ+” e e David Duke, um supremacista branco, ex-grande mago da Ku Klux Klan e antissemita. Na transmissão ao vivo, Kimathi defendeu explicitamente a criação de laços com os nacionalistas brancos para erradicar ativamente “o judeu”. O Partido Verde condenou McKinney por promover tal evento, observando que ela não é filiada ao partido e não o é há vários anos.
McKinney é professor assistente na Universidade Norte-Sul [en].
Em 2024, ela apareceu no filme Occupied, de Stew Peters [en], no qual expressou seu apoio à eliminação da pornografia por Adolf Hitler.

## Prêmios e honrarias
No dia 14 de junho de 2000, uma parte da Memorial Drive (Atlanta) [en], uma importante via que atravessa seu distrito, foi rebatizada de “Cynthia McKinney Parkway”, mas essa denominação passou a ser analisada desde sua derrota nas primárias em 2006, bem como por declarações polêmicas posteriores que ela fez.

## Vida pessoal
No ano de 2007, McKinney se mudou de sua residência de longa data no subúrbio de Stone Mountain, em Atlanta, para a Califórnia. É católica.

## Publicações

### Livros
- Illegal War on Libya. Atlanta: Clarity Press, 2012.[141]
- Ain't Nothing Like Freedom. Atlanta: Clarity Press, 2013.[142]

### Tese
- “El No Murio, El Se Multiplico!” Hugo Chávez : The Leadership and the Legacy on Race. Yellow Springs: Universidade de Antioch, 2015.[122]